# Fischerhaus (Golßen)
Fischerhaus ist ein Wohnplatz der Stadt Golßen im Landkreis Dahme-Spreewald im Land Brandenburg.

## Geografische Lage
Der Wohnplatz liegt rund 1,3 km südöstlich des Stadtzentrums und dort rund 290 m westlich der Bundesstraße 96, die von Nordwesten kommend in südöstlicher Richtung vorbeiführt. Die Dahme fließt von Süden kommend in nordöstlicher Richtung unmittelbar an der Wohnbebauung vorbei; westlich liegt der Utzenteich. Der Wohnplatz ist durch die Straße Am Utzenteich erreichbar, die aus dem Stadtzentrum kommend nach Süden in Richtung Sagritz führt.

## Geschichte
Im Schmettauschen Kartenwerk ist bereits eine Fischerhütte verzeichnet, die in den Karten des Deutschen Reiches als Fischerhaus bezeichnet wird. Seit dem 20. Jahrhundert betreibt dort ein familiengeführtes Unternehmen eine ökologische Bewirtschaftung und züchtet Fische in Naturteichen.